# Luca Caldirola
Luca Caldirola (Desio, 1991. február 1. –) olasz korosztályos válogatott labdarúgó, az AC Monza hátvédje.

## Pályafutása

### Internazionale
Caldirola az Interben kezdte pályafutását, ahol az utánpótlás csapat kapitánya volt. A 2009-2010-es szezonban több alkalommal is a felnőtt csapattal edzett, de hivatalos mérkőzésen nem lépett pályára az Inter nagy csapatában, azonban több barátságos meccsen is szerepet kapott.

### Vitesse
2010. június 29-én az Inter bejelentette, hogy kölcsönadja Caldirolát a holland első osztály-ban szereplő Vitesse csapatának a teljes 2010-2011-es szezonra. A Vitesse-ben 11 mérkőzésen lépett pályára.

### Internazionale
2011 nyarán visszatért az Inter-hez. 2011. december 7-én Caldirola bemutatkozott az Inter első csapatában, a CSZKA Moszkva elleni bajnokok ligája találkozón.

### Brescia
2012. január 4-én az Inter ismét kölcsönadta, ezúttal az olasz másodosztályban szereplő Brescia csapatának. A Bresciában rendre jól teljesít, ami meggyőzte az Inter vezetőségét is, így a 2011-2012-es szezon végén visszatér az Interhez.